# The Parkinsons
The Parkinsons é uma banda originária de Coimbra, sediada em Londres. 

## Biografia
Depois do fim dos Tédio Boys em 2000, os ex-integrantes Afonso (voz), Victor (guitarra) e Pedro (baixo) mudaram-se para a capital inglesa, onde formaram os Parkinsons, juntando ainda o baterista escocês Chris Low.
Criando um som sobre influências do punkrock original e de estilos de rock de garagem, a banda foi captando crescente interesse entre o público e os média, incluindo revistas especializadas e televisão. Ficaram conhecidos pelos seus espetáculos, caraterizados pela energia e os excessos da banda.
Sucederam-se os discos, as participações em festivais (incluindo os Festivais de Reading e Leeds), digressões (incluíndo Japão 2003) e concertos principalmente no Reino Unido.
Em 2005, a banda acaba, só para, em 2011, voltar ao ativo. Desde então voltaram a gravar discos e a tocar ao vivo, agora principalmente em Portugal.

## Elementos

### Atuais
- Afonso Pinto (desde 2000), Voz
- Victor Torpedo (desde 2000), Guitarra | Compositor, Letrista
- Pedro Chau (desde 2000), Baixo
- Ricardo Brito (desde 2017), Bateria
- João Sylva aka Jorri Silva (desde 2015), Teclado

### Ex-integrantes
Bateria
- Carlos Ferreira (2000)
- Chris Low (2000-2002)
- Nick Sanderson (2002-2003)
- "Mr Stix" (2003)
- Eric Baconstrip (2003-2011)
- Bone Zeno (2011)
- Carlos Mendes (2012-2014)
- Shaun Clark (2014)
- Paula Nozzari (2015-2017)
- Jimmy Jones (2017)

Segunda Guitarra
- Danny Fury (2003)
- Jet (2003-2004)

## Discografia
- 2002: Streets Of London (7"EP e CD-EP, Fierce Panda)
- 2002: A Long Way To Nowhere (CD mini-album, Fierce Panda, Elevator (USA), reeditado em LP em 2016, Rastilho Records)
- 2004: Reason To Resist (CD album, Curfew Records, reeditado em LP em 2019, Lux Records)
- 2005: Up For Sale (7" EP, Wrench Records)
- 2012: Back To Life (Album, LP e CD, Garagem)
- 2013: City Of Nothing / Some Fun (7" single)
- 2018: The Shape Of Nothing To Come (Album, CD e LP, Rastilho Records)
- 2018: Chaputa!'s Double Feature Vol.3 (7" duplo-EP, dividido com King Salami And The Cumberland Three, Chaputa! Records)
- 2018: Dog Collar / Talk To Us (7" single, Rastilho Records)

Adicionam-se ainda algumas participações em compilações.

## Tributos
Coverbilly Psychosis - A Tribute to Tédio Boys, Álbum de 2023 com versões por The Dirty Coal Train, The Act-Ups, António Olaio, Birds Are Indie, the Jigsaw, Raquel Ralha & Pedro Renato, Dr. Frankenstein, John Mercy, From Atomic, Peter Suede, Tracy Vandal, Wipeout Beat, Speeding Bullets, The Walks, Subway Riders, Mystery Souls and d3o. 